# Gammaherpesvirinae
Gammaherpesvirinae là một phân họ của virus thuộc bộ Herpesvirales và trong họ Herpesviridae. Virus thuộc Gammaherpesvirinae được phân biệt bằng hình thức sinh sản có tỷ lệ biến đổi nhiều hơn so với các phân họ khác của Herpesviridae. Động vật hữu nhũ đóng vai trò là vật chủ tự nhiên. Có 43 loài trong phân họ này, được chia thành 7 chi với 3 loài chưa được gán vào một chi. Các bệnh liên quan đến phân họ này bao gồm: HHV-4: bệnh bạch cầu đơn nhân nhiễm trùng. HHV-8: Sarcoma Kaposi.